# 포획 (영화)
포획(Caught)은 미국에서 제작된 막스 오퓔스 감독의 1949년 드라마, 느와르 영화이다. 제임스 메이슨 등이 주연으로 출연하였고 울프강 라인하트 등이 제작에 참여하였다.

## 출연

### 주연
- 제임스 메이슨
- 바바라 벨 게디스

### 조연
- 로버트 라이언
- 프랑크 퍼거슨
- 커트 보이스
- 루스 브래디
- 나탈리 샤퍼
- 아트 스미스
- 바바라 빌링슬리
- 랠프 브룩스
- 휘튼 챔버스
- 도로시 크리스티
- 소니아 다린
- 윌턴 그래프
- 일카 그러닝
- 지미 호킨스
- 버나든 헤이즈
- 버지니아 헌터
- 로버트 하얏
- 맨프리드 잉게르
- 마이크 랠리
- 윌버 맥
- 파멜라 메이슨
- 메릴 맥코믹
- 해롤드 밀러
- 프란시스 모리스
- 앤 모리슨
- 버트 스티븐스
- 맥스 와그너

## 제작진
- 조감독: 로버트 알드리치
- 조감독: 존 베리
- 세트: 에드워드 G. 보일
- 분장부문: 래리 거메인
- 분장부문: 구스타프 노린
- 배역: 잭 바얼